# زندگی پس از مرگ

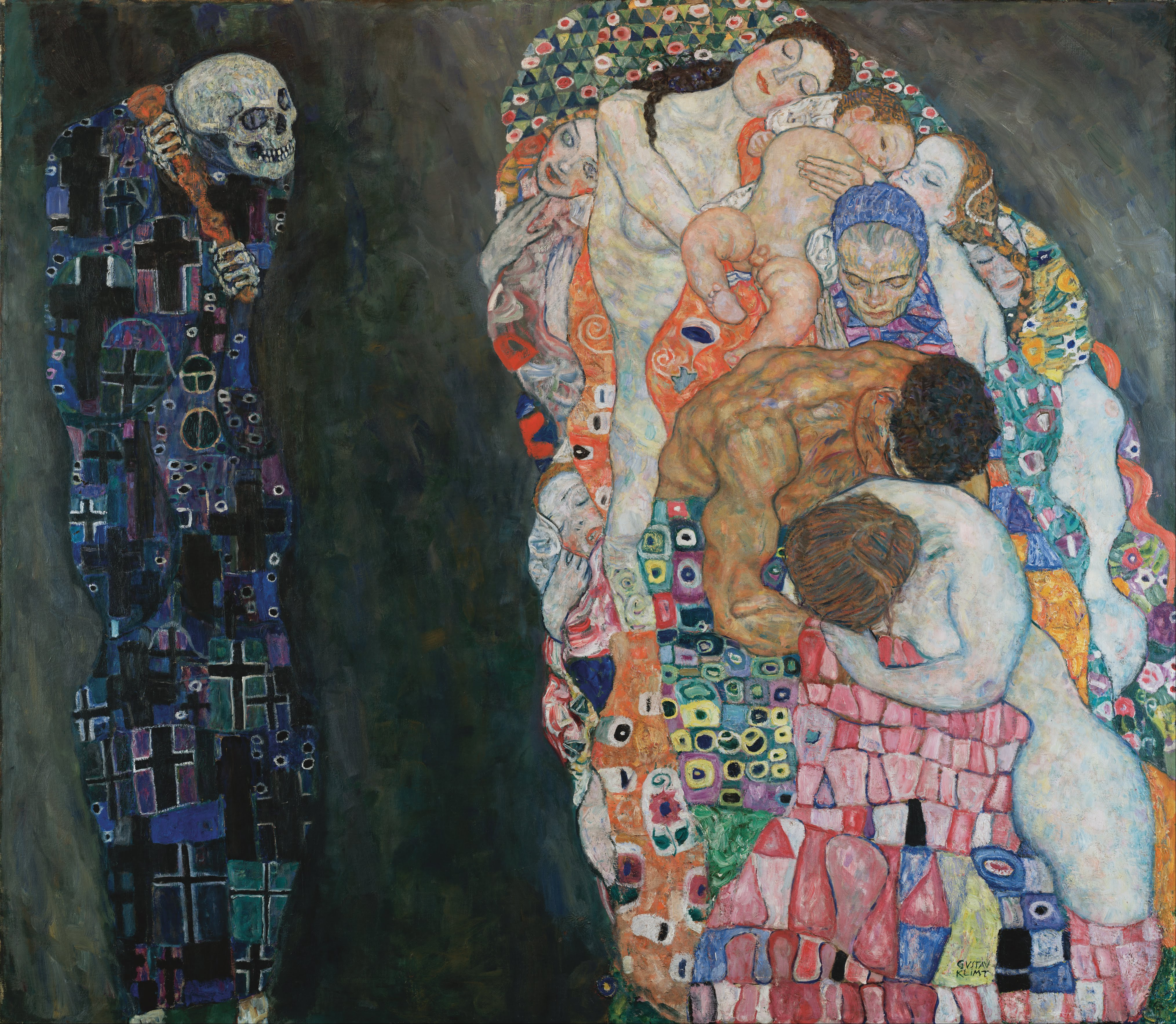
نقاشی مرگ و زندگی اثر گوستاو کلیمت

زندگی پس از مرگ مفهومی است که می‌گوید جوهر وجودی و هویت فرد یا جریان آگاهی وی، پس از مرگ فیزیکی، به حیات خود ادامه می‌دهد. با توجه به دیدگاه‌های مختلف در مورد زندگی پس از مرگ، بخش وجودی فرد که پس از مرگ باقی می‌ماند، ممکن است یک عنصر جزئی یا کل فطرت یا بخش روحانی وجود فرد باشد. که با خود حمل می‌کند و ممکن است هویت شخصی را ارائه دهد. اعتقاد به زندگی پس از مرگ در تناقض با اعتقاد به پایان آگاهی پس از مرگ است.
در برخی از دیدگاه‌ها، این تداوم وجودی در قلمرو معنوی صورت می‌گیرد و در دیدگاه‌های رایج دیگر، ممکن است فرد در این دنیا متولد شود و چرخه زندگی را دوباره آغاز کند؛ احتمالاً بدون هیچ خاطره ای از آنچه در گذشته انجام داده‌است. در این دیدگاه، چنین تولدها و مرگ‌هایی ممکن است؛ بارها و بارها به‌طور مداوم رخ دهد تا زمانی که فرد به قلمرو معنوی یا دنیای دیگر دسترسی پیدا کند. نظرات اصلی در مورد زندگی پس از مرگ از دین، باطن گرایی و متافیزیک نشأت می‌گیرد.
برخی نظام‌های اعتقادی، همچون ادیان ابراهیمی، معتقدند که مردگان پس از مرگ، به مکانی خاص که خدا با قضاوت الهی خود بر پایه عمل یا اعتقادات فرد در طول زندگی تعیین می‌کند،منتقل می‌شوند. در مقابل، در سیستم‌های اعتقادی بر پایه تناسخ، مانند ادیان هندی، ماهیت ادامه حیات مستقیماً توسط اقدامات فرد در زندگی پایان یافته اش تعیین می‌شود.

## مدل‌های متافیزیکی مختلف
به‌طور کلی خداباوران معتقدند که زندگی پس از مرگ در انتظار فرد است. پیروان برخی از ادیان عموماً غیرخداپرست تمایل دارند که به زندگی پس از مرگ اعتقاد داشته باشند اما بدون اشاره به خدایی! صدوقیان فرقه ای قدیمی یهودی بودند که عموماً معتقد بودند که خدایی وجود دارد اما پس از مرگ وجود ندارد.
بسیاری از ادیان، خواه معتقد به وجود روح در جهان دیگری مانند مسیحیت، اسلام و بسیاری از نظام‌های اعتقادی بت‌پرست، یا تناسخ مانند بسیاری از اشکال هندوئیسم و بودیسم، معتقدند که جایگاه شخص در زندگی پس از مرگ پیامدهای رفتار آنها در طول زندگی است.

## تناسخ
تناسخ مفهومی فلسفی یا دینی و بیان کننده مرحله‌ای از حیات موجود زنده است که زندگی جدیدی را در جسم یا هر کالبد دیگری بعد از هر مرگ آغاز می‌کند. همچنین به آن تولد مجدد یا انتقال می‌گویند و بخشی از آموزه سمساره دربارهٔ وجود چرخه ای است. این اصل اساسی همه ادیان شاخص هند، یعنی بودیسم، هندوئیسم، جینیسم و سیک است. ایده تناسخ در بسیاری از فرهنگهای باستانی یافت می‌شود و اعتقاد به تولد دوباره توسط شخصیت‌های تاریخی یونانی مانند فیثاغورس، سقراط و افلاطون مطرح شد. به علاوه یک باور رایج از ادیان مختلف باستانی و مدرن مانند روح گرایی، حکمت الهی و اکنکار است. همچنین در بسیاری از جوامع قبیله ای در سراسر جهان، در مناطقی مانند استرالیا، شرق آسیا، سیبری و آمریکای جنوبی یافت می‌شود.
اگرچه اکثریت مذاهب در ادیان ابراهیمی یهودیت، مسیحیت و اسلام معتقد به تجدید حیات افراد نیستند، اما گروه‌های خاصی در این ادیان به تناسخ اشاره می‌کنند. این گروه‌ها شامل پیروان اصلی جریان تاریخی و معاصر کابالا، کاتارها، علویان، دروزها، و چلیپای گلگون هستند روابط تاریخی بین این فرقه‌ها و اعتقادات مربوط به تناسخ که مشخصه نوافلاطونی، اورفئوسی، هرمسیه، مانویت و گنوسیسم عصر روم و ادیان هندی بود، موضوع تحقیقات علمی اخیر بوده‌است. کلیسای یکپارچه و بنیانگذار آن چارلز فیلمور تناسخ را آموزش می‌دهند.

## بهشت و جهنم
بهشت، آسمان‌ها، هفت آسمان، پاک بوم، تیان، جنا، والهالا یا سامرلند، مکانی متداول مذهبی، کیهانی یا متعالی است که گفته می‌شود در آن موجوداتی مانند خدایان، فرشتگان، جن، مقدسین یا نیاکان محترم در آنجا حضور دارند. بر تخت نشسته، یا زندگی می‌کنند. بر اساس اعتقادات برخی ادیان، موجودات آسمانی می‌توانند به زمین فرود آیند یا تجسم پیدا کنند و موجودات زمینی می‌توانند در زندگی پس از مرگ به آسمان صعود کنند یا در موارد استثنایی زنده وارد بهشت شوند.
بهشت غالباً به عنوان «مکان برتر»، مقدس‌ترین مکان، در تقابل باجهنم یا عالم اموات یا «مکانهای پست» توصیف می‌شود، صرفاً به خواست خدا در این جهان یا جای دیگر در انتظار انسان‌ها هستند. برخی به احتمال وجود بهشت و جهنم بر روی زمین در جهان آینده معتقدند.
در هندوئیسم، بهشت را ساوارگا لوکا می‌دانند. هفت ناحیه مثبت وجود دارد که روح می‌تواند پس از مرگ به آنها برود و هفت ناحیه منفی. پس از اتمام اقامت خود در منطقه مربوط، روح با توجه به کارما در معرض تولد مجدد در اشکال مختلف زندگی قرار می‌گیرد. این چرخه می‌تواند پس از رسیدن روح به موکشا یا نیروانا شکسته شود. به هر مکان وجودی، اعم از انسان، روح یا خدایان، خارج از جهان ملموس (بهشت، جهنم، یا دیگر)، جهان دیگر گفته می‌شود.
جهنم، در بسیاری از سنت‌های مذهبی و عامیانه، محل عذاب و مجازات در زندگی پس از مرگ است. ادیان با خداگرایان تاریخ غالباً جهنم را به عنوان یک مقصد جاودانه به تصویر می‌کشند، در حالی که ادیان معتقد تناسخ اغلب جهنم را به عنوان یک دوره واسطه بین حلول به تصویر می‌کشند. به‌طور معمول، این سنت‌ها جهنم را در بعد دیگری یا زیر سطح زمین قرار می‌دهند و اغلب شامل ورودی‌های جهنم از سرزمین زنده‌ها است. دیگر مقاصد زندگی پس از مرگ شامل برزخ است.
سنت‌هایی که زندگی پس از مرگ را محل مجازات یا پاداش نمی‌دانند، فقط جهنم را محل اقامت مردگان، قبر، مکانی بی‌طرف (به عنوان مثال، شئول یا هادس) که در زیر سطح زمین قرار دارد، توصیف می‌کنند.

## درون دین‌ها

### مصر باستان
زندگی پس از مرگ نقش مهمی در دین مصر باستان داشت و سیستم اعتقادی آن یکی از قدیمی‌ترین سیستم‌های شناخته شده در تاریخ ثبت شده‌است. هنگامی که بدن می‌میرد، قسمتهایی از روح آن که به نام (جسم دوگانه) و (شخصیت) شناخته می‌شود، به پادشاهی مردگان می‌رود. در حالی که روح در سرزمین آرو ساکن بود، اوزیریس به عنوان جبران خسارت برای محافظتی که انجام داد، خواستار کار شد. مجسمه‌هایی در آرامگاه‌ها قرار داده شد تا جایگزین آن مرده  شود.

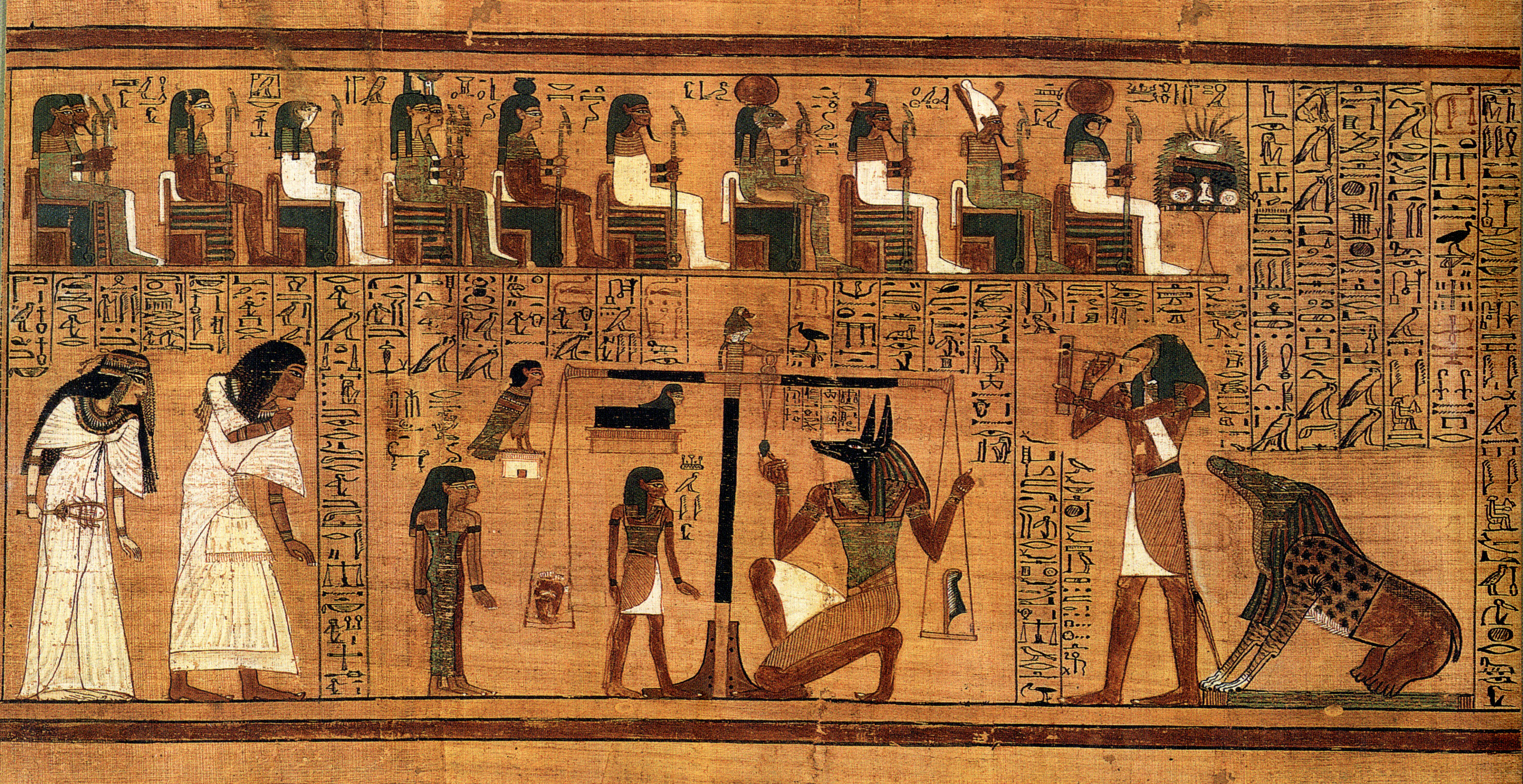
نگاره‌ای در کتاب مردگان از جنس پاپیروس، که نشان می‌دهد قلب یک مرده را روی یک کفه ترازو می‌گذارند و در کفه دیگر ترازو پر ماعت را قرار می‌دهند؛ اگر قلب از پر سبک‌تر باشد مرده به بهشت می‌رود و اگر مرده گناهکار باشد قلب از پر سنگینتر می‌شود و آموت وی را می‌بلعد.

رسیدن به پاداش در زندگی پس از مرگ، سختی زیادی داشت. نیاز به قلبی عاری از گناه و توانایی خواندن جادوها، رمزهای عبور و فرمولهای کتاب مردگان داشت. اگر قلب سبک‌تر از پر بود، می‌توانست از آن عبور کنند، اما اگر سنگین تر بود توسط شیطان آمیت بلعیده می‌شد.
مصری‌ها همچنین معتقد بودند مومیایی شدن و قرار دادن در سارکوفاگ (یک «تابوت» مصری باستان حکاکی شده با نمادها و طرح‌های پیچیده، و همچنین تصاویر و هیروگلیف) تنها راه برای زندگی پس از مرگ است. تنها اگر جسد به درستی مومیایی‌شده و در یک مصطبه دفن شود، مردگان می‌توانند دوباره در سرزمین یالو زندگی کنند و خورشید را در حرکت روزانه خود همراهی کنند. با توجه به خطرات ناشی از زندگی پس از مرگ، کتاب مردگان و همچنین غذا، جواهرات و «نفرین» همراه بدن در قبر قرار می‌گرفت. آنها همچنین از روش «باز کردن دهان» استفاده کردند.
تمدن مصر باستان بر اساس دین بود. اعتقاد آنها به تولد مجدد پس از مرگ، نیروی محرک اعمال تشییع جنازه آنها شد. مرگ صرفاً یک وقفه موقت بود، نه توقف کامل، و می‌توان زندگی ابدی را با تقوایی برای خدایان، حفظ شکل فیزیکی از طریق مومیایی کردن و تهیه مجسمه و دیگر وسایل تشییع جنسی تضمین کرد. هر انسان شامل بدن فیزیکی، ka ,ba و akh بود. نام و سایه نیز موجودات زنده بودند. برای لذت بردن از زندگی پس از مرگ، همه این عناصر باید حفظ شوند و از آسیب محافظت شوند.

### ادیان یونان باستان و روم
خدای یونانی هادس در اساطیر یونان به عنوان پادشاه دنیای مردگان شناخته می‌شوند، جایی که روح‌ها پس از مرگ در آن زندگی می‌کنند. خدای یونانی هرمس، پیام آور خدایان، روح مرده یک شخص را به دنیای زیرین (که گاهی هادس یا خانه هادس نامیده می‌شود) می‌برد. هرمس روح را در ساحل رودخانه استوکس، رودخانه ای بین مرگ و زندگی رها می‌کند.
در اساطیر یونان آمده اگر روح طلا به همراه داشته باشد ، شارون، که به «مرد کشتی» نیز معروف است، روح را از رودخانه به نزد هادس خدای مردگان می‌برد: هنگام دفن، خانواده روح مرده سکه‌هایی را زیر زبان مرده  قرار می‌دهند. پس از عبور، روح توسط ایاکوس، رادامانتوس و مینوس قضاوت می‌شود. روح به سرزمین‌های الیسیوم، تارتاروس یا دشت آسفودل فرستاده می‌شود. سرزمین الیسیوم برای کسانی بود که زندگی پاکی داشتند. این منطقه شامل مزارع سبز، دره‌ها و کوه‌ها بود، همه در آنجا آرام و راضی بودند و خورشید همیشه در آنجا می‌درخشید. تارتاروس برای افرادی بود که به خدایان توهین کردند، یا فقط سرکش و آگاهانه شرور بودند.دشت آسفودل برای روح‌های انسانی با ویژگی‌های مختلف بود: کسانی که گناهانشان برابر با نیکویی آنها بود، در زندگی خود تصمیم نگرفته بودند یا مورد قضاوت قرار نگرفته بودند. کسانی که گناه کرده بودند به عمیق‌ترین گودال، تارتاروس می‌رفتند. در تارتاروس، روح مجازات می‌شد که در گدازه سوزانده شود یا روی قفسه‌ها کشیده شود. برخی از قهرمانان افسانه یونانی اجازه داشتند با سفر به دنیای مردگان از دنیای زیرین دیدن کنند. رومیان دارای یک سیستم اعتقادی مشابه در مورد زندگی پس از مرگ بودند، به طوری که هادس به پلوتون معروف شد. در افسانه یونان باستان در مورد کارگران هراکلس، قهرمان هراکلس مجبور بود به دنیای زیرین سفر کند تا سربروس، سگ نگهبان سه سر را به عنوان یکی از ماموریت‌های خود بگیرد.

### دین زرتشت
آیین زرتشت می‌گوید اروان، روح بی جسم، سه روز بر روی زمین باقی می‌ماند و قبل از حرکت به سمت پادشاهی مردگان که توسط ییما اداره می‌شود. به مدت سه روز که بر روی زمین استراحت می‌کند، روحهای صالح در سر بدن خود می می‌نشیند و با خوشحالی گاتهای اوستایی را می‌خواند، در حالی که شخص شرور در پای جسد می‌نشیند، ناله می‌کند و یسنه را می‌خواند. آیین زرتشت بیان می‌کند که برای روح صالح، دوشیزه زیبایی، که شخصیت افکار، گفتار و کردار نیک روح است، ظاهر می‌شود. برای یک فرد شرور، یک سگ بسیار پیر، زشت و برهنه ظاهر می‌شود. پس از سه شب، روح شریر توسط شیطان ویرارسا (Vīzarəša) به پل چینود منتقل می‌شود و به تاریکی (جهنم) می‌رود.
اعتقاد بر این است که جمشید اولین پادشاه روی زمین بود و همچنین اولین مردی بود که مرد. در محدوده قلمرو ییما، ارواح در سایه ای زندگی می‌کنند و به فرزندان خود که هنوز روی زمین زندگی می‌کنند، وابسته هستند. فرزندان آنها باید با انجام مراسم روی زمین گرسنگی آنها را برطرف کرده و آنها را بپوشانند.
آداب و رسومی که در سه روز اول انجام می‌شود، حیاتی و مهم است، زیرا از روح در برابر نیروهای شیطانی محافظت می‌کند و به او قدرت می‌دهد تا به عالم اموات برسد. پس از سه روز، روح از پل چینود که روز حساب روح است می‌گذرد. راشنو و سروش در داوری نهایی حضور دارند. این لیست گاهی گسترش می‌یابد و شامل بهمن و اهورامزدا می‌شود.
رشن ایزدی است که ترازوی عدالت را نگه می‌دارد. اگر اعمال خوب شخص بر بدی‌ها بیشتر باشد، روح شایسته بهشت است. اگر کارهای بد بر خوبی‌ها بیشتر باشد، پل به عرض لبه تیغه باریک می‌شود و تازی وحشتناک روح را در آغوش او می‌کشد و با خود به جهنم می‌برد.

### یهودیت
شئول، در انجیل عبری، مکانی تاریک است (ایوب فصل ۲۱، ۲۲) که همه مردگان، چه صالح و چه ناصالح، بدون توجه به انتخاب‌های اخلاقی در زندگی به آنجا می‌روند (جنرال xxxvii. 36؛ Ezek. xxxii. ; Isa. xiv. ; Job xxx. 23)، محل سکون، (Ps. lxxxviii. 13، xciv. 17؛ Eccl. ix. 10)، در طولانی‌ترین فاصله ممکن از بهشت، (Job xi. 8؛ Amos ix. 2؛ Ps. cxxxix. 8). است.
ساکنان شئول «سایه» (rephaim) هستند، موجوداتی بدون شخصیت یا قدرت. در برخی شرایط تصور می‌شود که آنها می‌توانند با افراد زنده تماس بگیرند، زیرا جادوگر اندور با سایه ساموئل برای شائول تماس می‌گیرد، اما چنین شیوه‌هایی ممنوع است.
در حالی که به نظر می‌رسد کتاب مقدس عبری شئول را محل دائمی مردگان توصیف می‌کند، در دوره معبد دوم (تقریباً ۵۰۰ قبل از میلاد - ۷۰ م) مجموعه ای از ایده‌های متنوع تر توسعه یافت. در برخی از متون، شئول به عنوان خانه صالحان و شریران در نظر گرفته شده‌است که به بخشهای متفاوتی تقسیم شده‌اند. در برخی دیگر، این مکان مجازات محسوب می‌شد و فقط برای مردگان شرور در نظر گرفته شده بود. هنگامی که متون مقدس عبری به یونانی ترجمه شد. در اسکندریه باستان حدود ۲۰۰ سال قبل از میلاد، کلمه هادس (به عالم اموات یونانی) با شائول جایگزین شد. این در عهد جدید منعکس شده‌است که در آن هادس هم عالم اموات مرده‌است و هم شخصیت بدی که نشان دهنده آن است.

#### جهان آینده
تلمود افکار متعددی در مورد زندگی پس از مرگ ارائه می‌دهد. پس از مرگ، روح برای قضاوت آورده می‌شود. کسانی که زندگی بکر داشته‌اند بلافاصله وارد Olam Haba یا دنیای آینده می‌شوند. اکثر آنها فوراً وارد جهان نمی‌شوند، بلکه دوره ای از بازبینی اقدامات زمینی خود را تجربه می‌کنند و از اشتباه خود مطلع می‌شوند. برخی این دوره را «آموزش مجدد» می‌دانند، با مرور روح در هنگام بررسی خطاهای خود، عقل پیدا می‌کند. دیگران این دوره را شامل ناراحتی روحی در مورد اشتباهات گذشته می‌دانند. در پایان این دوره، که بیش از یک سال است، روح سپس جای خود را در جهان آینده می‌گیرد. اگرچه ناراحتی‌ها بخشی از تصورات یهودیان دربارهٔ زندگی پس از مرگ هستند، اما مفهوم «لعنت ابدی»، که در ادیان دیگر رایج است، از اصول زندگی پس از مرگ یهود نیست. بر اساس تلمود، انقراض روح مختص گروه بسیار کوچکتری از رهبران بدخواه و شرور است که یا اعمال بسیار بد آنها از حد معمول فراتر می‌رود یا گروه‌های زیادی از مردم را به سوی شرارت بزرگ سوق می‌دهند.

#### تناسخ در سنت یهودیان
اگرچه هیچ اشاره ای به تناسخ در تلمود یا نوشته‌های قبلی نشده‌است، به گفته خاخام‌هایی مانند آبراهام آریا تروگمن، تناسخ به عنوان بخشی از سنت یهودی شناخته می‌شود. تروگمن توضیح می‌دهد که از طریق سنت شفاهی است که معانی تورات، احکام و داستانهای آن شناخته شده و قابل درک است. اثر کلاسیک عرفان یهودی، زوهر، به‌طور آزاد در همه آموزه‌های یهودی نقل شده‌است. در زوهر ایده تناسخ بارها و بارها ذکر شده‌است. تروگمن اظهار می‌کند که در پنج قرن گذشته مفهوم تناسخ، که تا آن زمان یک سنت پنهان در یهودیت بود، در معرض دید عموم قرار گرفت.
شرگا سیمونز اظهار داشت که در خود کتاب مقدس، ایده [تناسخ] در Deut مطرح شده‌است. ۲۵: ۵–۱۰، اول. ۳۳: ۶ و اشعیا ۲۲:۱۴، 65: 6.
ییرمیاهو اولمان نوشت که تناسخ یک «باور قدیمی و اصلی در یهودیت» است. زوهر به تناسخ اشاره‌های مکرر و طولانی می‌کند. اونکلوس، این آیه را توضیح داد: «بگذار روبین زنده بماند و نمیرد.» (تثنیه ۳۳: ۶) به این معنی که روبن باید به‌طور مستقیم شایسته جهان آینده باشد، و مجبور نباشد در اثر تجسم مجدد دوباره بمیرد. تورات محقق، مفسر و کابالیست، موشه بن نحمان (رمبن ۱۱۹۵–۱۲۷۰)، رنج ایوب را به تناسخ نسبت داده: «خدا همه این چیزها دو یا سه بار با یک مرد، برای بازگرداندن روحش از گودال به نور زنده‌ها انجام داده‌است (ایوب ۳۳:۲۹، 30). "
تناسخ، که گیلگول نامیده می‌شود، در اعتقادات مردمی رواج یافت و در بسیاری از ادبیات ییدیش در میان یهودیان اشکنازی یافت می‌شود. در میان معدود کابالیست‌ها، تصور می‌شد که برخی از روحهای انسانی ممکن است در بدنهای غیرانسانی تجسم شوند. این ایده‌ها در تعدادی از آثار کابالیستی مربوط به قرن سیزدهم و همچنین در میان بسیاری از عرفا در اواخر قرن شانزدهم یافت شد. مجموعه اولیه داستانهای مارتین بوبر شامل چندین مورد است که به افراد تجسم یافته در زندگی پی در پی اشاره می‌کند.
از جمله خاخام‌های مشهور (عموماً غیر کابالیست یا ضد کابالیست) که ایده تناسخ را رد کردند می‌توان به سعدیا گائون، دیوید قیمحی، حسدای کرسکاس، یدیا بدرشی (اوایل قرن ۱۴)، جوزف آلبو، ابراهیم بن داود، روش و لئون د اشاره کرد. مودنا سعدیا گائون، در کتاب «اعتقادات و عقاید» بخش ششم را با رد آموزه متمسیکوز (تناسخ) به پایان می‌رساند. سعدیا گائون در حالی که تناسخ را رد می‌کند، اظهار می‌کند که یهودیانی که به تناسخ اعتقاد دارند باورهای غیر یهودی را پذیرفته‌اند. امروزه همه یهودیان به تناسخ اعتقاد ندارند، اما اعتقاد به تناسخ در میان بسیاری از یهودیان، از جمله ارتودوکس، امری غیرعادی نیست.

### مسیحیت

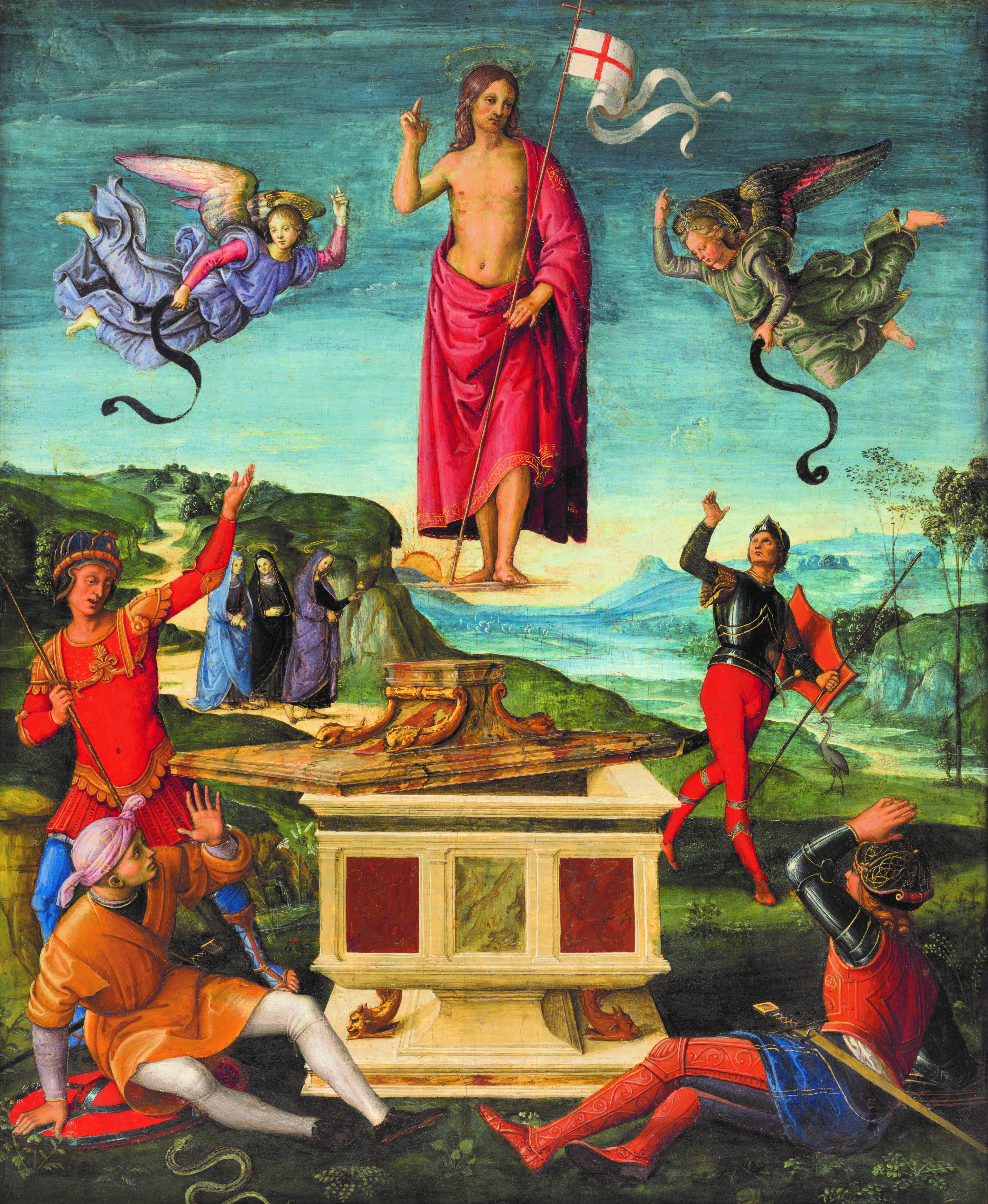
نقاشی رستاخیز مسیح اثر رافائل

مسیحیت اصلی معتقد به اعتقادنامه نیقیه است و نسخه‌های انگلیسی اعتقادنامه شامل این عبارت است: «ما به دنبال زنده شدن مردگان و زندگی جهان آینده هستیم.»
عیسی همچنین اظهار داشت که زمانی فرا می‌رسد که مردگان صدای پسر خدا را می‌شنوند و همه کسانی که در قبرها بودند بیرون می‌آیند. کسانی که «احکام» او را شنیده‌اند و به کسی که [او را فرستاده‌است] به رستاخیز زندگی اعتقاد دارند.
کتاب خنوخ شئول را به چهار قسمت برای چهار نوع مرده تقسیم می‌کند: مقدسین وفادار که منتظر رستاخیز در بهشت هستند، فقط نیکوکاران که در انتظار پاداش خود هستند، شریران در انتظار مجازات، و شرورانی که قبلاً مجازات شده‌اند و در روز قیامت زنده نمی‌شود.
کتاب مکابیان دوم شرح روشنی از مردگان در انتظار قیامت و قضاوت آینده، به‌علاوه دعاها و هدایایی برای مردگان برای برداشتن بار گناه ارائه می‌دهد.
اسم برزخ (لاتین: محل پاکسازی) برای اولین بار برای توصیف وضعیت تصفیه دردناک نجات یافتگان پس از زندگی استفاده می‌شود. همان کلمه به شکل صفت (پاکسازی)، که در نوشته‌های غیر مذهبی نیز دیده می‌شود، قبلاً توسط مسیحیانی مانند آگوستین هیپو و پاپ گرگوری اول برای اشاره به پاکسازی پس از مرگ استفاده می‌شد

#### کلیسای کاتولیک
تصور کاتولیک‌ها از زندگی پس از مرگ می‌آموزد که پس از مرگ جسم، روح مورد قضاوت قرار می‌گیرد، عادلان و افراد عاری از گناه وارد بهشت می‌شوند. با این حال، کسانی که غرق در گناه می‌میرند، به جهنم می‌روند. در دهه ۱۹۹۰، کلیسای کاتولیک جهنم را نه به عنوان مجازاتی که برای گناهکار اعمال می‌شد، بلکه به عنوان محرومیت خود گناهکار از خدا تعریف کرد. برخلاف دیگر گروه‌های مسیحی، کلیسای کاتولیک می‌آموزد که کسانی که با فضیلت می‌میرند، اما هنوز گناه دارند، به محلی به نام برزخ می‌رود؛ جایی که برای ورود به بهشت، تصفیه می‌شوند.
مفهوم برزخ به ویژه با کلیسای کاتولیک مرتبط است. در کلیسای کاتولیک، همه کسانی که در لطف و دوستی خدا می‌میرند، اما هنوز به‌طور ناقص پاک شده‌اند، از نجات ابدی خود مطمئن هستند. اما پس از مرگ، آنها تحت تطهیر قرار می‌گیرند تا به قداست لازم برای ورود به شادی آسمان یا تصفیه نهایی منتخبان دست یابند، که کاملاً با مجازات لعنتی متفاوت است. سنت کلیسا، با اشاره به برخی از متون کتاب مقدس، از «آتش پاک کننده» صحبت می‌کند، اگرچه همیشه برزخ نامیده نمی‌شود.
انگلیکن‌ها سنت انگلیسی- کاتولیک نیز عموماً بر این عقیده اند. جان وسلی، بنیانگذار روش گرایی، معتقد بود که بین مرگ و رستاخیز مردگان یک حالت میانی وجود دارد و احتمال «رشد فضایل در آنجا»، اما متدیسم به‌طور رسمی این اعتقاد را تأیید نمی‌کند و امکان کمک به وسیله دعا و عبادت فردی که در آن باشد را رد می‌کند.

#### مسیحیت ارتدوکس
کلیسای ارتدکس عمداً از اظهار نظر نسبت به زندگی پس از مرگ خودداری می‌کند، بلکه راز خصوصاً چیزهایی که هنوز رخ نداده را تصدیق می‌کند. فراتر از رستاخیز دوم عیسی، رستاخیز جسمانی و داوری نهایی، که همه آنها در اعتقادنامه نیقیه (۳۲۵ م) تأکید شده‌است، مسیحیت ارتدوکس چیز بیشتری در مورد این موضوع نمی‌گوید. برخلاف اشکال مسیحیت غربی، ارتدوکس به‌طور سنتی غیر دوگانه است و نمی‌آموزد که دو مکان به معنای واقعی بهشت و جهنم وجود دارد، اما در عوض تصدیق می‌کند که «محل» سرنوشت نهایی فرد-بهشت یا جهنم-به عنوان مجازی است
در عوض، ارتدوکس می‌آموزد که قضاوت نهایی صرفاً برخورد فرد با عشق و رحمت الهی است، اما این برخورد بسته به میزان تغییر، مشارکت در الوهیت و در نتیجه سازگاری یا ناسازگاری با خدا، به شکل متفاوتی تجربه می‌شود؛ بنابراین، شیء یکپارچه، تغییرناپذیر و بی وقفه برخورد آسمانی، عشق و رحمت خداوند است، جلال او که معبد آسمانی را در بر می‌گیرد، و این واکنش ذهنی انسان است که باعث کثرت یا هر گونه تقسیم تجربه می‌شود. برای مثال ، سنت اسحاق سوری می‌گوید: «کسانی که در جهنم مجازات می‌شوند، توسط بلای عشق تازیانه می‌خورند.. قدرت عشق به دو صورت عمل می‌کند: گناهکاران را عذاب می‌دهد … [به عنوان] پشیمانی تلخ. اما عشق روح فرزندان آسمان را با جذابیت آن مست می‌کند.» به این معنا، عمل الهی همیشه، تغییرناپذیر و یکنواخت، عشق است و اگر کسی این عشق را به‌طور منفی تجربه کند، این تجربه به دلیل محکومیت خود به جای محکومیت خدا، خود محکومیت است.
بنابراین ارتدوکس از توصیف قضاوت عیسی در یوحنا ۳: ۱۹–۲۱ به عنوان الگوی خود استفاده می‌کند: ۱۹: و این قضاوت است: «نور به جهان آمده‌است، و مردم تاریکی را بیشتر از نور دوست داشتند، زیرا اعمال آنها بد بود. ۲۰: زیرا هر کس کارهای شریر انجام دهد از نور متنفر است و به نور نمی‌آید تا مبادا آثار او آشکار شود.» بنابراین، به عنوان یک درک مشخصه ارتدوکس، پدر. توماس هوپکو می‌نویسد: «[این] دقیقاً وجود رحمت و محبت خداوند است که باعث عذاب شریران می‌شود. خدا مجازات نمی‌کند؛ او می‌بخشد. در یک‌کلام، خدا به همه رحم می‌کند، خواه ناخواه. اگر ما آن را دوست داریم، بهشت است. اگر این کار را نکنیم، جهنم است. هر زانو در مقابل خداوند خم خواهد شد. همه چیز تابع او خواهد بود. خدا در مسیح در واقع «همه و همه» با رحمت بی حد و بخشش بی قید و شرط خواهد بود. اما همه از هدیه بخشش خداوند خوشحال نخواهند شد و این انتخاب، منبع غم و اندوه خودشان خواهد بود.»

### اسلام

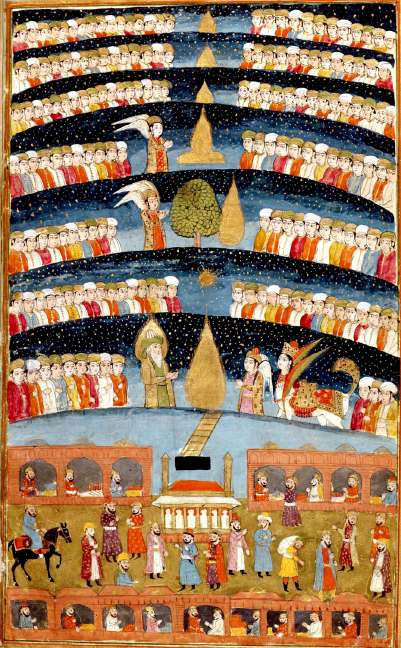
نمایش هنرمند از «بهشت محمد». مینیاتوری ایرانی از تاریخ محمد، کتابخانه ملی فرانسه، پاریس

اعتقاد اسلام به زندگی پس از مرگ در قرآن روشن و به شکل مشروح است. کلمات عربی جنه و جهنم. میزان آسایش آنها در قبر (به گفته برخی از مفسران) کاملاً به میزان ایمان یا ایمان آنها به خالق متعال یا موجود برتر (خدا یا الله) بستگی دارد. برای دستیابی به ایمان مناسب، محکم و سالم، باید کارهای صالح انجام داد وگرنه سطح ایمان او نهفته و منقبض می‌شود و در نهایت اگر اسلام را به اندازه کافی عملی نکند، می‌تواند از بین برود، بنابراین عمق عمل به اسلام، اعمال خوب است. همچنین می‌توان تسبیح را به‌دست بگیرد و نامهای خداوند را به این شکل که مثلاً سبحان الله: منزه است خدا. بارها و بارها قرائت کند همه برای رسیدن به باور خالص و ارتقای بعد معنوی خود که بتواند خالقش (منبع) را پیدا کند. این هدف نهایی در یکی از برجسته‌ترین آیات قرآن، اولین سوره در قرآن، به نام الفاتحه در آیه پنجم «اهْدِنَا الصِّراطَ الْمُسْتَقِیمَ» به معنی «ما را به راه راست هدایت کنید» خوانده می‌شود، و آیات زیر: توصیف این راه به عنوان «راه کسانی که به آنها لطف کرده‌اید، نه راه کسانی که خشم شما را برانگیخته اند، و نه کسانی که گمراه شده‌اند». در قرآن کریم، خداوند هشدار در مورد عذاب دردناک می‌دهد به کسانی که زندگی پس از مرگ را باور نمی‌کنند (معاد)، و اندرز بشریت است که جهنم برای کسانی است که منکر این ملاقات با خدا هستند.
تا روز قیامت، روح مردگان در قبرهای خود در انتظار قیامت می‌مانند. با این حال، آنها بلافاصله احساس می‌کنند که از سرنوشت آینده خود طعم می‌گیرند. کسانی که به جهنم می‌روند در قبرهای خود رنج می‌برند، در حالی که کسانی که به بهشت می‌روند تا آن زمان در آرامش خواهند بود.
قیامتی که در روز آخر انجام خواهد شد روحانی و جسمانی است و با این توضیح که خدا بدن پوسیده را دوباره خلق می‌کند. توضیح داده می‌شود. («آیا آنها ندیدند که خدایی که آسمانها و زمین را آفرید، قادر به آفرینش شبیه آنها است؟»)
- معاد
- معرفت‌شناسی